# Perelub
Perelub (ukr. Перелюб) – wieś na Ukrainie, w obwodzie czernihowskim, w rejonie koriukowskim, w hromadzie Koriukówka. W 2001 liczyła 857 mieszkańców, spośród których 850 wskazało jako ojczysty język ukraiński, a 7 rosyjski.